# Henri Ier de Fürstenberg
Henri de Fürstenberg (né vers 1215, mort le 6 janvier 1284) est le membre fondateur de la Maison von und zu Fürstenberg.

## Biographie
Henri est le fils d'Egon V d'Urach. Lui et son frère Conrad de Fribourg des propriétés de la Maison de Zahringen en Forêt-Noire et la Baar, les villes de Villingen et Haslach ainsi que les domaines de Dornstetten, Urach, Steinach et Biberach.
Henri fait construire le château de Fürstenberg et en fait le siège de la famille.
En 1244, Henri et Conrad fondent la ville de Vöhrenbach. En 1253, il fonde la commanderie du grand bailliage de Brandebourg de Villingen. En 1274, Henri participe à la fondation de l'abbaye cistercienne de Neudingen qui recevra la crypte de la Maison. Il installe de même les franciscains à Villingen puis leur offre en 1278 l'abbaye de Kniebis.
Henri est l'un des premiers soutiens de Rodolphe de Habsbourg qui lui confiera des affaires impériales et des missions diplomatiques. En 1273, il assiste au couronnement du roi à Aix-la-Chapelle. En 1275, il est présent à l'assemblée d'Augsbourg. En 1275 et 1276, il est membre d'une délégation royale en Lombardie. Le 26 août 1278, Henri prend part à la bataille de Marchfeld, où Rodolphe de Habsbourg l'emporte sur le roi Ottokar II de Bohême.
En récompense, Henri reçoit les villes de Villingen et Haslach qui sont revendiqués comme des fiefs impériaux et, début 1283, il est nommé landgrave de Baar après la disparition de la maison de Sulz. Cependant il meurt l'année suivante et est enterré au Münster de Villingen.

## Famille
Henri de Fürstenberg est le fils d'Egon V d'Urach et d'Adélaïde de Neuffen. Il épouse Agnès de Truhendingen et aura sept enfants :
- Frédéric († 1296) - Fondateur de la lignée des Fürstenberg
- Egon († 1324) - Fondateur de la lignée des Haslach
- Konrad († 1320) - Chanoine à Constance
- Gebhard († 1327) - Seigneur de Zindelstein
- Margaretha († 1296) ∞ Albert II de Hohenberg-Rotenburg
- Elisabeth - 1. ∞ Berthold de Falkenstein; 2. ∞ Gottfried de Tübingen
- N.N.

### Source, notes et références
- (de) Cet article est partiellement ou en totalité issu de l’article de Wikipédia en allemand intitulé « Heinrich I. (Fürstenberg) » (voir la liste des auteurs).